# Nephelistis oomae
Nephelistis oomae là một loài bướm đêm trong họ Noctuidae.